# Кулебаки (городской округ)
Город Кулебаки или городско́й о́круг город Кулебаки — административно-территориальное образование (город областного значения) и муниципальное образование со статусом городского округа в Нижегородской области России. До 2015 года составлял Кулебакский район.
Административный центр — город Кулебаки.

## География
Город с округом расположен в юго-западной части Нижегородской области и граничит с Ардатовским районом городскими округами Навашинским и Выксой. Район расположен вблизи границ с Владимирской, Рязанской областями и Мордовией.

## История
Первое поселение на территории современного округа Кулебаки возникло в XVI столетии среди мордовских поселений на старинной торговой дороге Царской Сакме и называлось Тёплый Стан (деревня Тёплая), о чём свидетельствуют записи летописцев похода Ивана Грозного на Казань. До середины XVIII века в связи с отсутствием плодородных земель население занималось охотой, различными промыслами, связанными с обработкой древесины.
До революции населённые пункты городского округа входили в состав Ардатовского уезда Нижегородской губернии и Муромского уезда Владимирской губернии. С образованием в 1921 году Выксунского уезда западная часть современного округа с посёлком Кулебаки вошла в его состав, а восточная часть округа оказалась в составе укрупнённого Арзамасского уезда.
Кулебакский район был образован 15 июля 1929 года в составе Муромского округа Нижегородского края.
На 1 января 1940 года в состав района входило 15 сельсоветов: Больше-Окуловский, Валтовский, Велетьминский, Гремячевский, Горицкий, Липинский, Ломовский, Натальинский, Ново-Мамлейский, Роговский, Савослейский, Салавирский, Сонинский, Тепловский, Шилокшанский.
29 августа 1944 года Больше-Окуловский, Горицкий, Липинский и Сонинский с/с были переданы в новый Мордовщиковский район.
В 1963 году в связи с укрупнением районов Горьковской области Кулебакский район был упразднён, а его территория вошла в состав Выксунского района. Спустя 9 лет Указом Президиума Верховного Совета РСФСР от 8 октября 1971 года Кулебакский район был образован вновь.
В 2015 году все муниципальные образования района были преобразованы путём их объединения во вновь образованное муниципальное образование городской округ город Кулебаки. Административно-территориальное образование Кулебакский район был преобразован в город областного значения Кулебаки, а муниципальное образование Кулебакский район был преобразован в городской округ город Кулебаки.

## Население
| 1939    | 1959    | 1979    | 1989    | 2002    | 2008    | 2009    | 2010    | 2011    |
| ------- | ------- | ------- | ------- | ------- | ------- | ------- | ------- | ------- |
| 72 930  | ↘30 426 | ↘16 495 | ↘16 285 | ↗57 000 | ↘53 710 | ↘53 251 | ↘52 377 | ↘52 186 |
| 2012    | 2013    | 2014    | 2015    | 2016    | 2017    | 2018    | 2019    | 2020    |
| ↘51 457 | ↘50 775 | ↘50 305 | ↘49 769 | ↘49 269 | ↘48 730 | ↘48 173 | ↘47 619 | ↘47 165 |
| 2021    |         |         |         |         |         |         |         |         |
| ↘45 919 |         |         |         |         |         |         |         |         |

### Урбанизация
В городских условиях (город Кулебаки, рабочие посёлки Велетьма и Гремячево) проживают 81,88 % населения района.
Возрастной состав
В Кулебакском районе проживает 58780 человек, в том числе:
- младше трудоспособного — 11600 человек
- трудоспособное — 35180 человек
- старше трудоспособного — 12000 человек.

### Национальный состав населения
Основное население — русские.

## Административно-территориальное устройство
Город областного значения включает в себя административно-территориальные образования: 1 город, 1 рабочий поселок и 5 сельсоветов.
| № | Административно -территориальное образование | Административный центр    | Количество населённых пунктов | Население | Площадь, км2 |
| - | -------------------------------------------- | ------------------------- | ----------------------------- | --------- | ------------ |
| 1 | Город Кулебаки                               | город Кулебаки            | 2                             | ↗32 184   | 80,92        |
| 2 | рабочий посёлок Гремячево                    | рабочий посёлок Гремячево | 1                             | ↘4459     | 20,29        |
| 3 | Сельсовет Велетьма                           | посёлок Велетьма          | 1                             | ↗957      | 127,80       |
| 4 | Мурзицкий сельсовет                          | село Мурзицы              | 3                             | ↘2287     | 98,34        |
| 5 | Саваслейский сельсовет                       | село Саваслейка           | 4                             | ↘2561     | 160,51       |
| 6 | Серебрянский сельсовет                       | деревня Серебрянка        | 12                            | ↘479      | 265,39       |
| 7 | Тепловский сельсовет                         | село Тёплово              | 4                             | ↘4485     | 169,14       |

### Населённые пункты
В состав города областного значения и городского округа входят 27 населённых пунктов:
| №  | Населённый пункт | Тип                           | Население | административно-территориальное образование |
| -- | ---------------- | ----------------------------- | --------- | ------------------------------------------- |
| 1  | Благовещенка     | деревня                       | ↘12       | Серебрянский сельсовет                      |
| 2  | Велетьма         | посёлок                       | ↗957      | сельсовет Велетьма                          |
| 3  | Горбачиха        | деревня                       | ↗4        | Саваслейский сельсовет                      |
| 4  | Гремячево        | рабочий посёлок               | ↘4459     | рабочий посёлок Гремячево                   |
| 5  | Знаменка         | деревня                       | ↘0        | Серебрянский сельсовет                      |
| 6  | Красновка        | посёлок                       | ↘6        | Серебрянский сельсовет                      |
| 7  | Красный Родник   | деревня                       | ↘16       | Серебрянский сельсовет                      |
| 8  | Кулебаки         | город, административный центр | ↗32 184   | город Кулебаки                              |
| 9  | Кутузовка        | посёлок                       | ↗30       | Серебрянский сельсовет                      |
| 10 | Лесозавода       | посёлок                       | ↘3        | Серебрянский сельсовет                      |
| 11 | Ломовка          | село                          | ↘1536     | Тепловский сельсовет                        |
| 12 | Меляево          | деревня                       | ↗198      | Тепловский сельсовет                        |
| 13 | Михайловка       | деревня                       | ↘158      | Серебрянский сельсовет                      |
| 14 | Молочной фермы   | посёлок                       | ↗271      | Мурзицкий сельсовет                         |
| 15 | Мурзицы          | село                          | ↘1801     | Мурзицкий сельсовет                         |
| 16 | Мыза             | посёлок                       | ↗37       | Саваслейский сельсовет                      |
| 17 | Новая Саваслейка | деревня                       | →10       | Саваслейский сельсовет                      |
| 18 | Первомайский     | посёлок                       | ↘311      | Мурзицкий сельсовет                         |
| 19 | Пушлей           | деревня                       | ↘12       | Серебрянский сельсовет                      |
| 20 | Саваслейка       | село                          | ↘2686     | Саваслейский сельсовет                      |
| 21 | Серебрянка       | деревня                       | ↘285      | Серебрянский сельсовет                      |
| 22 | Совхозный        | посёлок                       | ↘0        | Серебрянский сельсовет                      |
| 23 | Тёплово          | село                          | ↘1738     | Тепловский сельсовет                        |
| 24 | Тумалейка        | деревня                       | ↘6        | Серебрянский сельсовет                      |
| 25 | Ульище           | посёлок                       | ↘74       | город Кулебаки                              |
| 26 | Шилокша          | село                          | ↘1136     | Тепловский сельсовет                        |
| 27 | Шилокшлей        | деревня                       | ↘0        | Серебрянский сельсовет                      |

С 1 января 2021 года рабочий посёлок Велетьма преобразован в сельский населённый пункт с образованием административной единицы сельсовет Велетьма.

### Муниципально-территориальное устройство
До 2015 года в Кулебакском муниципальном районе было три городских и четыре сельских поселений:
| № | Городские и сельские поселения                | Административный центр    | Количество населённых пунктов | Население | Площадь, км2 |
| - | --------------------------------------------- | ------------------------- | ----------------------------- | --------- | ------------ |
| 1 | городское поселение город Кулебаки            | город Кулебаки            | 2                             | ↗32 184   | 80,92        |
| 2 | городское поселение рабочий посёлок Велетьма  | рабочий посёлок Велетьма  | 1                             | ↗957      | 127,80       |
| 3 | городское поселение рабочий посёлок Гремячево | рабочий посёлок Гремячево | 1                             | ↘4459     | 20,29        |
| 4 | Мурзицкий сельсовет                           | село Мурзицы              | 3                             | ↘2287     | 98,34        |
| 5 | Саваслейский сельсовет                        | село Саваслейка           | 4                             | ↘2561     | 160,51       |
| 6 | Серебрянский сельсовет                        | деревня Серебрянка        | 12                            | ↘479      | 265,39       |
| 7 | Тепловский сельсовет                          | село Тёплово              | 4                             | ↘4485     | 169,14       |

В 2015 году все муниципальные образования района были преобразованы путём их объединения во вновь образованное муниципальное образование городской округ город Кулебаки.

## Экономика

### Промышленность
Промышленность района представлена 8 основными предприятиями:
| Наименование предприятия                      | Номенклатура выпускаемой продукции                             |
| --------------------------------------------- | -------------------------------------------------------------- |
| 1. ОАО «Русполимет»                           | Сталь, прокат (в т.ч. кольцевой прокат для авиастроения)       |
| 2. ОАО «Кулебакский завод металлоконструкций» | Металлические конструкции                                      |
| 3. ОАО «Кулебакский хлебозавод»               | Хлебобулочные и кондитерские изделия                           |
| 4. ОАО «Гремячевстром»                        | Щебень, песчано-щебёночная смесь                               |
| 5. ОАО «Гормолзавод»                          | Цельномолочная продукция, масло животное                       |
| 6. ООО «Завод „Старт“»                        | Детские велосипеды, самокаты                                   |
| 7. ЗАО «Кулебакская швейная фабрика»          | Костюмы рабочие, костюмы утеплённые, средства защиты рук       |
| 8. ООО "Акваника"                             | Завод по выпуску бутилированной воды и безалкогольных напитков |

### Сельское хозяйство
На территории Кулебакского района действует 11 сельскохозяйственных предприятий:
- СПК «Кулебакский» — мясо, молоко;
- ООО «Изумруд» — мясо, молоко;
- ООО «Земледелец» — мясо, молоко;
- КФХ «Серебрянское» — мясо, молоко;
- ООО «Рыбхоз „Велетьма“» — рыба;
- КФХ «Зуев» — овощи, мясо;
- КФХ «Умилин» — овощи;
- КФХ «Агро» — овощи, мёд;
- КФХ «Зорюшка» — овощи;
- КФХ «Возрождение» — зерно;
- КФХ «Большев» — мясо, молоко.

Земельные ресурсы.
Территория района представляет собой песчаную равнину, изрезанную неглубокими оврагами, имеющими пологие склоны, и речными долинами левобережья реки Теши. Три четверти района заняты лесами. Абсолютные высоты района колеблются от 100 до 150 метров над уровнем моря.
Почвы района на большей части территории представлены дерново-подзолистыми и различными по механическому составу и степени оподзоленности. В южной части района преобладают подзолистые супесчано-суглинистые почвы. Болотные и аллювиальные пойменные почвы занимают полосу вдоль реки Теши. Дерново-суглинистые и супесчаные почвы расположены по долинам рек.
Минеральные ресурсы
Кулебакский район расположен в Приокской заболоченной низине среди знаменитых муромских лесов, песчаных холмов, болот, озёр и маленьких лесных речушек. На территории района имеются месторождения железных руд, доломитов, известняков, торфа, песка и глин.
В связи со значительной выработанностью и нерентабельностью добычи в начале 20-х годов была прекращена промышленная разработка железных руд и в 50-х годах — торфа. Глубины залегания торфяного слоя колеблются от 1 до 2 метров (в районе Ульищ до 5—6 метров) и позволяют вести его разработку для нужд сельского хозяйства и брикетного производства. Данное сырьё является экологически чистым.
На территории района имеется крупное месторождение карбонатных пород, а также одно из четырёх областных месторождений формовочных песков. Запасы кварцевого песка оцениваются в 21 600 000 м3, могут использоваться для производства кирпича, газобетона, стекла. Запасы глин для строительной керамики — около 1 500 000 м3.
Лесные ресурсы
Кулебакский район расположен в Приокском низинном полесском крае. Более 70 % территории района покрыто сосново-широколиственными лесами. В настоящее время в районе явно выражены три основных вида лесов:
- сосново-широколиственные леса с участием дуба, липы, ясеня, местами в сочетании с берёзово-сосновыми лесами;
- широколиственные леса (преимущественно из дуба обыкновенного с примесью липы, клёна, ясеня и других);
- берёзовые и сосновые леса с примесью дуба, липы, иногда сосны и ели, появившиеся главным образом на месте широколиственных лесов.

Общая площадь лесных земель составляет 69 200 гектар, в том числе покрытая лесом — 64 900 гектар. На леса I-й группы приходится 30 % лесных площадей, на леса II-й группы — 70 %. Общий запас древесины равен 8 900 000 м3, в том числе хвойных — 3 900 000 м3. Запас спелых — 1 200 000 м3, из него хвойные −143 900 000 м3. Ежегодный размер пользования от всех видов рубок леса определён в размере 8 200 000 м3.
Водные ресурсы
На территории района протекают реки Теша, Велетьма и речки Шилокша, Ломовь и Леметь. Все реки и речки относятся к бассейну реки Оки. В среднем протяжённость рек, речек, ручьёв в расчёте на 1000 га составляет 0,23 километра. Основными источниками питания рек являются: снеговое, на долю которого приходится 70 % годового стока, 20 % составляют подземные воды и 10 % дождевые. Уровень грунтовых вод находится в пределах 1,3—1,7 метра. В районе находится второй в Нижегородской области по размерам крупнейший искусственный пруд Велетьминский с площадью зеркала 4,04 квадратных километра.
Кулебакский район расположен над уникальным месторождением подземных вод, из которого организовано водоснабжение района.

### Транспорт
Ближайшая железнодорожная станция Навашино находится в 30 километрах от районного центра. Станция находится на магистрали, соединяющей Москву и Екатеринбург.
Расстояние по автодорогам до Нижнего Новгорода — 190 километров, до Москвы — 360 километров .
Пассажирские и грузовые автотранспортные перевозки осуществляют автотранспортное предприятие и частные предприниматели. Протяжённость автомобильных дорог областного и местного значения с твердым покрытием составляет 218 километров.
Протяжённость автобусных внутриобластных маршрутных линий 448,6 километра, протяжённость автобусных маршрутов, проходящих на территории района — 241,8 километра. Все сельские населённые пункты имеют автобусное сообщение.

## Культура и образование
В районе 21 детское дошкольное учреждение. На территории района расположено 18 общеобразовательных школ, из них в городской местности −10. В районе имеется школа-интернат на 200 мест.
В Кулебакском металлургическом колледже обучается 870 студентов. Ежегодный выпуск составляет свыше 200 специалистов.
В Кулебакском районе функционирует 16 культурно-досуговых учреждений, из них — 11 в сельской местности, парк культуры и отдыха, 17 библиотек, из них 7 — в сельской местности. Книжный фонд составляет около 280 тыс. экземпляров.
В городе находится интересное по своей архитектуре здание — Народный дом, памятник деревянного зодчества. Местные жители любовно называют его «Теремок». Это настоящий деревянный терем со шпилем, резными украшениями, своеобразными окнами и интересно решённым фасадом здания. Он построен как царский (императорский) павильон Нижегородской Всероссийской торгово-промышленной и художественной выставки 1896 года, по окончании которой был перевезён в Кулебаки.
В учреждениях досуга функционирует 184 клубных формирований, из них 111 — для детей.
Значительную роль в культурной жизни района играют 3 школы искусств и детская художественная школа.

## Лечебные учреждения
В районе имеется 5 больничных учреждений на 700 коек, в том числе в городской местности — на 600 коек. За здоровьем населения наблюдают 5 амбулаторно-поликлинических учреждений с мощностью 1200 посещений в смену. Однако, в отделении скорой помощи на старой машине и с неполной аптечкой работают лишь два человека.
На территории Кулебакского района расположены зоны отдыха.
Детский оздоровительный лагерь им. А. П. Гайдара ЗАО «Кулебакская швейная фабрика» на 300 мест разместил свои корпуса в сосновом лесу. Отдых и оздоровление детей организуется летом в 3 смены.
Градообразующее предприятие ОАО «Кулебакский металлургический завод» также имеет свою базу отдыха «Дубрава». Детский летний отдых организован в 4 смены по 100 человек, для взрослых проводятся летняя и зимняя олимпиады.

## Религия
Население района в основном имеет православное христианское вероисповедание. В районе имеется 11 православных храмов, а также 2 монастырских скита и 1 храм в процессе строительства. В районе существует протестантская поместная церковь евангельских христиан-баптистов (ЕХБ). Кроме того в районе проживают представители Римско-католической церкви, а также лютеране и представители других христианских конфессий, в том числе старообрядцы разных согласий, с храмом. Мусульмане также не имеют мечети. Ислам исповедуют преимущественно приезжие представители кавказских республик и Средней Азии.

## Известные люди
- Васильев, Борис Сергеевич (1909—1999) — советский военный деятель, генерал-майор (1958 год).
- Мокров, Николай Алексеевич (1926-1996) — советский и российский живописец. Заслуженный художник РФ.

### Герои Труда
- Долбилкин, Иван Осипович
- Киселёв, Николай Михайлович
- Кондрашов, Пётр Васильевич
- Пивоваров, Сергей Васильевич
- Утин, Иван Архипович
- Шаблыгин, Фёдор Михайлович